# Emmerich Joseph von Dalberg
Emmerich Joseph von Dalberg, född 30 maj 1773, död 27 april 1833, var en badensisk hertig och politiker i fransk tjänst. Han var son till Wolfgang von Dalberg.
Dalberg trädde ur badensisk i fransk tjänst, förmedlade Napoleon I:s giftermål med Marie Louise, och var 1814 medlem av den provisoriska regeringen, som fordrade bourbonernas återvändande, och var delegerad vid Wienkongressen. 1816-1820 var Dalberg franskt sändebud i Turin.